# Adriana Chiriac
Adriana Chiriac (n. 1965) este o politiciană moldoveană, fost deputat în Parlamentul Republicii Moldova, ales în Legislatura 2005-2009 pe listele Partidului Popular Creștin Democrat.